# 坂祝町立坂祝中学校
坂祝町立坂祝中学校（さかほぎちょうりつ さかほぎちゅうがっこう）は岐阜県加茂郡坂祝町にある公立の中学校。
坂祝町唯一の中学校であり、坂祝小学校の児童が進学する。 

## 沿革
- 1947年（昭和22年）
  - 4月1日 - 加茂郡坂祝村に坂祝村立坂祝中学校として開校する。坂祝小学校の校舎の一部を仮校舎とする。
  - 5月3日 - 開校式。
- 1950年（昭和25年）3月25日 - 坂祝小学校の隣接地に新築移転。
- 1968年（昭和43年）10月1日 - 町制施行により坂祝町発足。同時に坂祝町立坂祝中学校に改称する。
- 1975年（昭和50年）8月8日 - 現在地に新築移転。9月13日に開校式を行う[1]。
- 1977年（昭和52年）12月18日 - 体育館が完成[1]。
- 1979年（昭和54年）8月26日 - プールが完成[1]。
- 1989年（平成元年） - 校舎を増築。
- 2004年（平成16年）3月25日 - 技術棟が完成[1]。